# Misumenops bivittatus
Misumenops bivittatus is een spinnensoort in de taxonomische indeling van de krabspinnen (Thomisidae).
Het dier behoort tot het geslacht Misumenops. De wetenschappelijke naam van de soort werd voor het eerst geldig gepubliceerd in 1880 door Eugen von Keyserling.